# Katrin Dörre-Heinig
Katrin Dörre-Heinig, geboren als Katrin Dörre (Leipzig, 6 oktober 1961) is een voormalige Duitse atlete. Ze was gespecialiseerd in de marathon. Ze schreef meerdere grote marathons op haar naam, zoals driemaal de marathon van Frankfurt, driemaal de marathon van Londen, driemaal de marathon van Tokio, viermaal de marathon van Osaka en eenmaal de marathon van Berlijn.

## Loopbaan
Dörre vertegenwoordigde Oost-Duitsland op de Olympische Spelen van 1988 in Seoel, waar ze een bronzen medaille won op de olympische marathon. Op de Olympische Spelen van 1992 in Barcelona en de Olympische Spelen van 1996 in Atlanta greep ze met een vijfde en een vierde plaats net naast de medailles.
Dörre heeft het record van 35 sub 2:34 tijden, met een persoonlijk record van 2:24.35, waarmee ze in 1999 de marathon van Hamburg won. Het jaar ervoor won ze deze wedstrijd eveneens. Op de wereldkampioenschappen van 1991 in Tokio won ze een bronzen medaille en twee jaar later moest ze op de WK genoegen nemen met een zesde plaats.
Dörre is in 1992 getrouwd met haar trainer Wolfgang Heinig.

## Titels
- Duits kampioene halve marathon - 1995, 1996, 1999, 2000
- Duits kampioene marathon - 1999
- Oost-Duits kampioene 3000 m - 1980
- Oost-Duits kampioene marathon - 1982

## Persoonlijke records
Baan
| Onderdeel | Prestatie | Datum           | Plaats  |
| --------- | --------- | --------------- | ------- |
| 800 m     | 2.05,4    | 1980            |         |
| 1000 m    | 2.44,8    | 1980            |         |
| 1500 m    | 4.18,7    | 1979            |         |
| 3000 m    | 9.04,01   | 5 mei 1984      |         |
| 10.000 m  | 33.00,0   | 30 mei 1984     | Leipzig |
| 15.000 m  | 50.03     | 14 oktober 1990 | Dublin  |
| 1 uur     | 17.709 m  | 1988            |         |

Weg
| Onderdeel      | Prestatie | Datum             | Plaats       |
| -------------- | --------- | ----------------- | ------------ |
| 10 km          | 31.54     | 4 april 1999      | Paderborn    |
| halve marathon | 1:09.15   | 27 september 1998 | Grevenmacher |
| marathon       | 2:24.35   | 25 april 1999     | Hamburg      |
| 10 Eng. mijl   | 54.16     | 8 mei 1999        | Bern         |

## Overwinningen
- Route du Vin (1999)
- 20 van Alphen (15 km) (1991)

## Palmares

### 10 Eng. mijl
- 1991:  Grand Prix von Bern - 55.22,6
- 1992:  Grand Prix von Bern - 55.35,1
- 1997:  Grand Prix von Bern - 54.38,6

### halve marathon
- 1997: 6e WK in Košice - 1:09.56

### marathon
- 1982:  marathon van Dresden - 2:43.15
- 1983:  marathon van Chemnitz - 2:37.41
- 1984:  marathon van Tokio - 2:33.23
- 1984:  marathon van Osaka - 2:31.41
- 1984:  marathon van Oost-Berlijn - 2:26.52
- 1985:  marathon van Tokio - 2:34.21
- 1985:  IAAF marathon Cup (Hiroschima) - 2:33.30
- 1985:  Europacup in Rome - 2:30.11
- 1986:  marathon van Nagoya - 2:29.33
- 1986:  marathon van Tokio - 2:31.54
- 1986:  marathon van Chemnitz - 2:38.03
- 1986: DNF EK
- 1987:  marathon van Tokio - 2:25.24
- 1987:  IAAF marathon Cup (Seoel) - 2:31.30
- 1988:  Europacup - 2:28.28
- 1988:  OS - 2:26.21
- 1990:  New York City Marathon - 2:33.21
- 1991:  marathon van Osaka - 2:27.43
- 1991:  WK - 2:30.10
- 1991: 4e Londen Marathon - 2:28.57
- 1992:  Londen Marathon - 2:29.39
- 1992:  marathon van Osaka - 2:27.34
- 1992:  marathon van Tokio - 2:30.05
- 1992: 5e OS - 2:36.48
- 1993:  Londen Marathon - 2:27.09
- 1993:  marathon van Tokio - 2:28.52
- 1993: 6e WK - 2:35.20
- 1994:  Londen Marathon - 2:32.34
- 1994:  marathon van Berlijn - 2:25.15
- 1994: DNF EK
- 1995:  marathon van Frankfurt - 2:31.31
- 1995: 7e Londen Marathon - 2:32.16
- 1996:  marathon van Frankfurt - 2:28.33
- 1996:  marathon van Osaka - 2:26.04
- 1996: 4e OS - 2:28.45
- 1997:  marathon van Frankfurt - 2:26.48
- 1997:  marathon van Osaka - 2:25.57
- 1998:  marathon van Hamburg - 2:25.21
- 1998:  marathon van Osaka - 2:28.38
- 1998: 5e marathon van Tokio - 2:31.44
- 1999:  marathon van Hamburg - 2:24.35
- 1999:  New York City Marathon - 2:28.41
- 2000:  marathon van Hamburg - 2:33.10

- Gemeinsame Normdatei: 132243490
- World Athletics: 14277400
- International Standard Name Identifier: 0000 0000 2292 4678
- Virtual International Authority File: 38073486
- WorldCat: E39PBJhdfdvBRcw4PFvjRfyGHC